# Вень-ван (Чжоу)
Вень-ван династії Чжоу 周文王 (Zhōu Wén-wáng), 1152—1056 до н. е., — славнозвісна постать у ранній історії Китаю: місцевий правитель-васал володарів династії Шан, за часів якого Чжоу спромоглися до підсилення достатнього для революції. Син Вень-вана, Фа 發, спираючись на досягнення батька, у 1046 до н. е. скинув володаря Шан та ствердитися як голова нового правлячого дому Піднебесної.
За статистикою Девіда Скаберга, у найдавніших істориографічних творах китайської літератури, «Цзо чжуань» та «Ґо юй», Вень-вана згадано частіше ніж будь-якого іншого героя давнини. Як ідеальний правитель Китаю, він користувався величезною повагою конфуціанців протягом усього імперського періоду.

## Ім'я, походження та родина
Вень-ван («культурний правитель») — посмертне ім'я та титул, за яким вказана особа найбільш широко відома. Її власне ім'я та деталі біографії вперше надані у «Історичних записах» Сима Цяня, майже за тисячу років пізніше.
Згідно цьому джерелу, при народженні Вень-вана звали Чан 昌, він належав до родини Цзі 姬 та був четвертим з відомих лідерів Чжоу за часів які передували скиненню Шан (т.з. прединастійний період Чжоу 先周).
Згідно «Бамбуковим анналам», батько майбутнього Вень-вана, Цзілі 季歷, виступав з війною проти оточуючих племен, частково підкорив їх або завоював їх довіру. Правитель Шан того часу, Вень Дін 文丁 (1112—1102 до н. е.), був стурбований підсиленням Цзілі та, щиро нагородивши, вислав до місцевості Сайку 塞库, де Цзілі було нарешті страчено військами Шан.
Чан був старшим з не менш ніж трьох синів Цзілі (поряд з 虢叔 та 虢仲). Його матір'ю була Тай Жень 太任, яку ода Да мін 大明 з «Книги пісень» називає представницею дому Шан, одруженою з Чжоу.
Його дружиною стала Тай Си 太姒, нащадок Юя Великого, засновника міфічної династії Ся. За традицією, ліричний твір, який відкриває класичну «Книгу пісень», є нарисом кохання Вень-вана та Тай Си. Згідно дослідженню Ґу Цзєґана (1893—1980), іншою дружиною Чана була молодша сестра правителя Шан відомого за титулом Ді Ї 帝乙. За цією версією, Ді Ї (батько останнього володаря Шан та славнозвісного міністра Цзіцзи 箕子) намагався таким чином загасити ворожнечу між Чаном та домом Шан, якому майбутній Вень-ван намагався помститися за смерть власного батька.
Відомо, що Вень-ван мав не менш ніж 18 синів, найбільш значущими з яких стали другий та третій: майбутній засновник династії Чжоу, Ву-ван, та його молодший брат Чжоу-ґун Дань.

## Спадщина та вшанування
За традицією, Вень-ван — автор деяких промов у збірці «Шу цзін» та одного з двох класичних варіантів розташування гексаграм (див. Шістдесят чотири знаки) з «Книги перемін», разом із коментарем до останньої.
Традиційним місцем поховання Вень-вана до недавнього часу вважалася т.з. «Могила Вень-вана» біля м. Сяньян 咸陽, пров. Шеньсі. Сучасними археологами ця версія була спростована, пошуки поховання Вень-вана тривають.